# Jan Křtitel Krumpholtz
Jan Křtitel Krumpholtz, Jean-Baptiste Krumpholtz, Johann Baptist Krumpholtz, příjmení i ve variantě Krumpholz (5. srpna 1747 Praha-Nové Město – 19. února 1790 Paříž), byl český harfista a hudební skladatel.

## Život
Pocházel z hudební rodiny. Jeho otec Jan Krumpholtz byl hobojista a bratr Václav Krumpholtz houslista ve službách hraběte Filipa Kinského. Hru na harfu studoval v Paříži u královského harfenisty Simona Hochhause, jehož bratr Celestin Hochhaus významně zdokonalil pedálový systém harfy. Po návratu do Prahy a úspěšných koncertech v Praze a ve Vídni se stal členem kapely knížete Esterházyho. V té době se setkal s Josephem Haydnem a studoval u něho kompozici.
V roce 1776 vystoupil z kapely a podnikl koncertní turné po Německu a Francii. Usadil se v Paříži. V součinnosti s předními výrobci harf (Nadermann, Erard) se zabýval zdokonalováním pedálového mechanismu nástroje. Vzhledem k dlouhodobému pobytu ve Francii je v encyklopediích často uváděn jako skladatel francouzský.
Oženil se se svou žačkou Annou-Marií. Manželství nebylo šťastné. Anna-Marie od něj uprchla do Londýna s jiným českým skladatelem a klavíristou Janem Ladislavem Dusíkem a Jan Křtitel spáchal z nešťastné lásky sebevraždu. Utopil se v Seině 19. února 1790.

## Dílo
Jeho skladatelská činnost se soustředila na jeho hlavní nástroj, harfu. Napsal pro ni 52 sólových sonát, 6 koncertů s orchestrem a četné drobnější skladby pro harfu a různé nástrojové kombinace. Komponoval rovněž orchestrální hudbu, mezi jeho díly najdeme i několik symfonií.
Své pedagogické zkušenosti shrnul ve Škole pro harfu, která však byla vydána až po jeho smrti.